# Allan Alexander Allan
Pour les articles homonymes, voir Allan.
Allan Alexander Allan, né à Dundee en 1867, mort en 1941, plus connu sous son surnom Scotty Allan, est un musher américain d'origine écossaise. Il inspire Jack London pour le personnage principal de L'Appel de la forêt.

## Biographie
Allan Alexander Allan arrive en Amérique à 19 ans et part vers le nord dix ans plus tard, lors de la ruée vers l'or du Klondike, laissant sa famille sur la côte ouest. Il devient un teamster (en) reconnu dans la région de Dawson. Il part ensuite pour Nome où il fait venir sa famille. Il est marié à Ella et père de trois enfants : Euphenne (1897), Helen (1899) et George.
Il est l'un des fondateurs du Nome Kennel Club et participe à la course « All Alaska Sweepstakes » (allant de Nome à Candle) qu'il remporte trois fois en 1909, 1911 et 1912. Il ouvre son propre élevage avec la musher Esther Birdsall Darling, le « Allan and Darling Kennel ».
Lors de la Première Guerre mondiale le Français René Haas contacte Scotty Allan pour assembler une centaine de chiens : en effet l'état-major français souhaitait utiliser les attelages sur le front des Vosges lors de l'hiver 1915. Scotty Allan en rassemble cent-quatre et part pour Montréal où il retrouve le capitaine Moufflet, responsable de l'expédition, et ses trois cents chiens. Ils arrivent au Havre le 5 décembre 1915. Ressortissant d'un pays neutre, il n'est pas autorisé à poursuivre sa collaboration, et la formation des deux SECA, les sections d'équipages de chiens d'Alaska, est confiée au lieutenant Haas. Scotty Allan rentre donc aux États-Unis, laissant derrière lui ses chiens.
Scotty Allan, de retour à Nome, est élu à l'Assemblée territoriale d'Alaska où il intervient entre 1917 et 1919. Lui et sa famille rentrent en Californie en 1925, du fait d'une épidémie de diphtérie (ne prenant pas part lui-même à la course au sérum engagée par de nombreux équipages de chiens de traîneau). Il est choisi par le contre-amiral Richard Byrd pour la préparation de son expédition en Antarctique en 1928. Il meurt en 1941.

## Photos

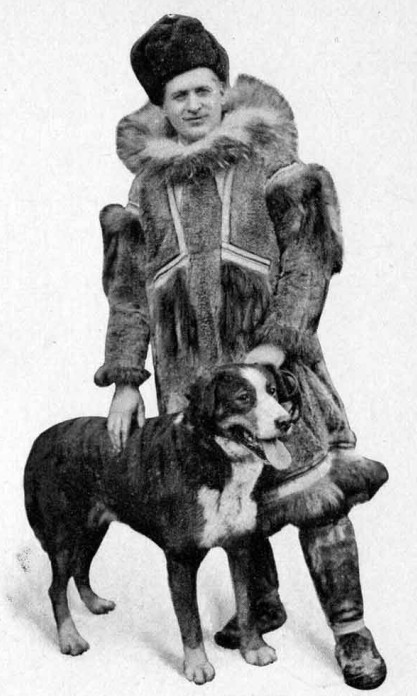
Scotty Allan et son chien Baldy.
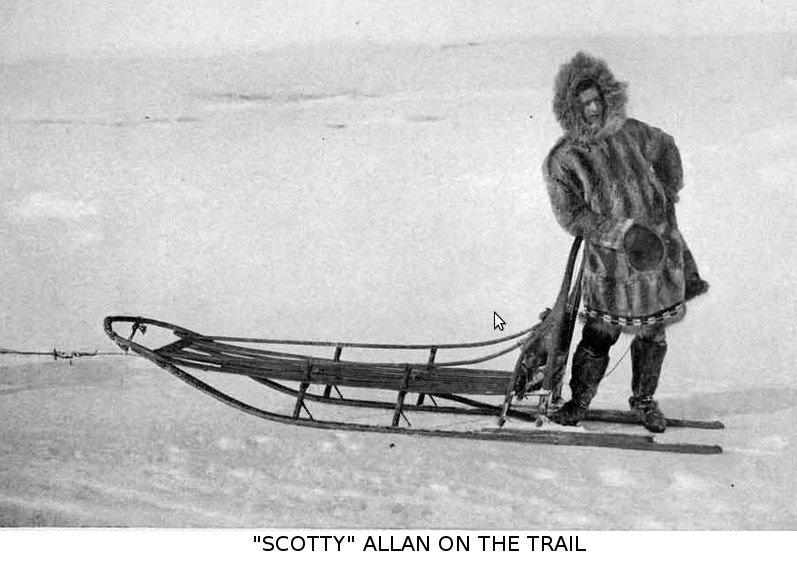
Scotty Allan sur la piste.
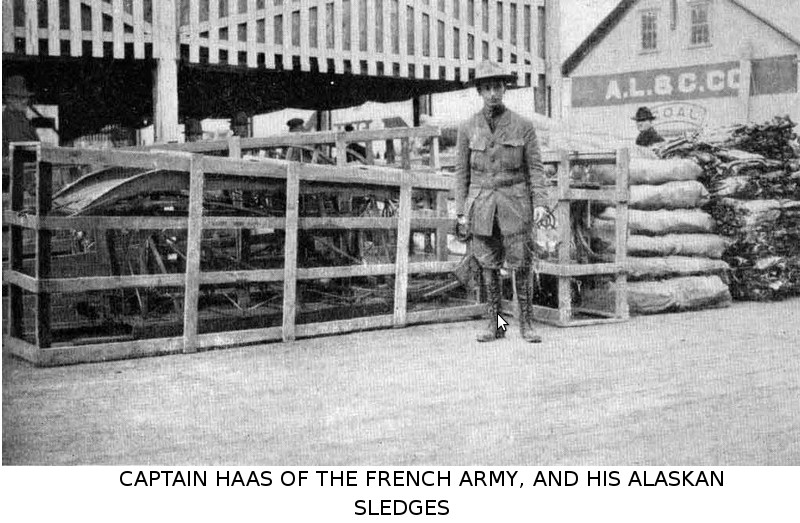
René Haas et les traîneaux, en Alaska.

### Vidéographie
- [vidéo] Nom de code : Poilus d'Alaska, de Marc  Jampolsky, de Bonne Pioche Productions et Ideacom, 2012 [présentation en ligne]